# Bas Verwijlen
Bas Verwijlen (Oss, 1 oktober 1983) is een voormalig Nederlands schermer. Hij nam vier keer deel aan de Olympische Zomerspelen.

## Biografie
Hij kwam uit op het onderdeel degen. Op dat wapen is hij negenvoudig Nederlands kampioen bij de Senioren (2004, 2005, 2008, 2011, 2013, 2014, 2015, 2016 en 2017) en bij de jeugd en de teamonderdelen om en nabij de 25 keer. Van 2006 tot en met begin 2011 maakte hij deel uit van de Defensie Topsport Selectie en was hij wachtmeester bij de Koninklijke Marechaussee. Sinds 2012 maakte Verwijlen deel uit van de Politie Topsport Selectie.

### Jeugd en later
Verwijlen begon zijn schermcarrière op vijfjarige leeftijd bij Schermvereniging Zaal Verwijlen in Oss. Zijn vader Maître Roel Verwijlen gaf hem het goede voorbeeld. Verwijlen schermde tot zijn twaalfde met twee wapens maar koos uiteindelijk voor het koningswapen; de degen. Hij werd opgenomen in de Nederlandse selectie en nam deel aan Universiades, Olympische Jeugdspelen, Nederlandse, Europese en wereldkampioenschappen en driemaal aan de Olympische Spelen.

### Heden
Hij stopte in februari 2022 met schermen. Hij bleef wel lid van Schermclub Den Bosch. Hij is de succesvolste Nederlandse schermer van na de Tweede Wereldoorlog.

## Prestaties

### Junioren
Bij de junioren is Verwijlen elfvoudig nationaal kampioen. Hij won veel wereldbekertoernooien en hij is de enige ter wereld die tot tweemaal toe de wereldbeker wist te winnen. 
Bij het WK in South Bend, USA tot 16 jaar behaalde hij in het jaar 2000 de bronzen medaille. Verwijlen verloor in de halve-finale van de latere wereldkampioen Norman Ackermann uit Duitsland.

### Senioren
Ook bij de senioren is hij succesvol. Op 16 juli 2005 behaalde hij op het wereldbekertoernooi in Teheran, Iran de eerste plaats. Op de wereldbekerwedstrijden in Cali, Colombia & Kish Island, Iran won Verwijlen ook goud. Daarnaast wist Verwijlen als enige Nederlandse schermer ooit op elke wereldbeker de finale te halen. Verwijlen behaalde ook tweede en derde plaatsen. Bij het WK in Leipzig behaalde hij in oktober 2005 de bronzen medaille, wat sinds 100 jaar niet meer in het Nederlandse schermen is voorgekomen. Op de Olympische Zomerspelen 2008 verloor hij in de kwartfinales van de uiteindelijke winnaar Matteo Tagliarol. Vier jaar later op de Olympische Zomerspelen 2012 verloor hij om een plek bij de beste 8 van de toenmalig regerend Europees kampioen Jörg Fiedler uit Duitsland.
Verwijlen werd voor de Zomerspelen van 2012 gezien als een van de medaille kanshebbers, kwam daardoor veel in de media en zorgde voor een enorme positieve boost voor de Nederlandse schermsport.
In 2011 werd hij tweede op het EK in Sheffield, maar het grootste succes van dat jaar was de zilveren medaille die hij won op het WK in Italië, waar hij de finale nipt verloor van de Italiaan Paolo Pizzo.
Door deze prestaties verzamelt hij zoveel punten voor de worldranking dat kwalificatie voor de Olympische Spelen van Londen in 2012 bijna niet meer mis kan gaan. In januari van 2012 kwalificeert Bas zich dan ook officieel door brons te pakken op de Grand Prix in Doha, Qatar. Dankzij deze topprestaties staat Bas in 2012 tweemaal nummer 1 op de worldranking. Iets wat nog nooit een Nederlander heeft gepresteerd. Hierdoor werd Bas genomineerd voor het NOS | NOC*NSF Sportgala voor sportman van het jaar en zijn vader bondscoach Roel Verwijlen werd genomineerd voor coach van het jaar.
Voor de Olympische spelen van Londen werd Bas gezien als een van de medaillekanshebbers voor Nederland. Bij de beste 32 wint hij van de Braziliaan Athos Schwantes. In de strijd om een plaats bij de laatste 8 verliest Bas van de Duitser Jörg Fiedler.
In oktober 2015 won hij de grand prix in Bern.
In 2016 plaatste hij zich voor de 3e keer voor de Olympische Spelen. Op tableau 64 had hij een vrijstelling en verloor bij de 32 van de Rus Avdeev. Eindklassering was 18e.

## Opleiding en carrière
Verwijlen behaalde het diploma Sportinstructeur aan het CIOS in Sittard. In 2005 begon hij aan de Randstad Topsport Academie de studie Commerciële Economie. Verwijlen werd in 2005 gevraagd om de Defensie Topsport Selectie te komen versterken. Verwijlen behaalde in 2006 het diploma aan de Koninklijke Militaire Academie te Breda.
Verwijlen werkte hier van 2006 t/m 2011 met als (Olympische) collega's o.a. Trampoline Springster Rea Lenders, atleet Gregory Sedoc, Bram Som, Turner Yuri van Gelder, Judoka's Mark Huizinga, Guillaume Elmont en Elisabeth Willeboordse en Taekwondoka's Dennis Bekkers en Ferry Greevink.
Tot 2011 was Verwijlen in dienst bij Defensie en werkzaam als LO/sportinstucteur op het Landelijk Opleidings- en Kenniscentrum van de Koninklijke Marechaussee te Apeldoorn. 
In 2011 werd Verwijlen gevraagd om de Politie Topsport Selectie te komen versterken. Verwijlen werkte van 2012 t/m 2018 als eenheidstrainer mentale kracht voor de eenheid Oost-Brabant. In deze periode volgt Verwijlen diverse opleidingen en trainingen binnen- en buiten de politie.
In 2018 maakt Verwijlen een transfer binnen de politie en is nu werkzaam binnen de landelijke eenheid van de Nationale Politie.
Naast zijn actieve sportcarrière en zijn werkzaamheden bij het Ministerie van Defensie & de Nationale Politie geeft Verwijlen regelmatig schermclinics en is hij in te huren als motivational-speaker en sport-speaker. Ook treedt Verwijlen regelmatig op als tv-commentator bij Eurosport.